# 鄧肯·威爾
鄧肯·威爾（英語：Duncan Weir；1991年5月10日—）是一位蘇格蘭橄欖球運動員。他是蘇格蘭國家橄欖球隊的一員，代表蘇格蘭參加了2015年世界盃橄欖球賽。